# نتالی

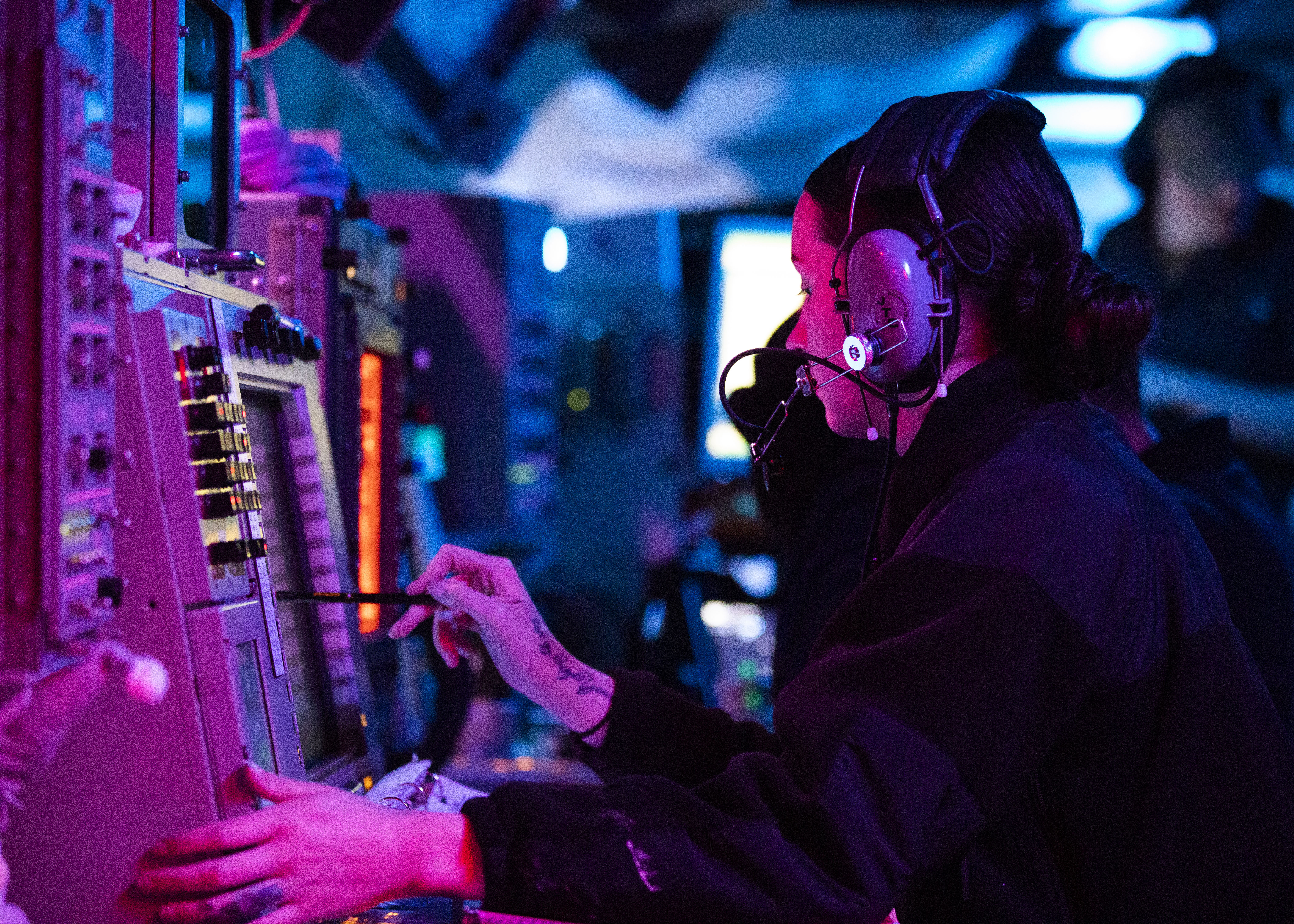
يوم المولد، يوم ميلاد السيد المسيح

نَتالی (به انگلیسی: Natalie) یک نام کوچک فرانسوی است که از نام لاتین Natalia مشتق شده‌است.

## افراد با نام کوچک نتالی
- ناتالی وین مشهور به کونتراپوینتس (زاده ۱۹۸۸)، یوتیوبر آمریکایی
- ناتالی آلبینو، یکی از اعضای گروه نینا اسکای
- ناتالی اپلتون، موسیقی‌دان اهل کانادا
- ناتالی ایمبرولیا، خواننده، ترانه‌سرا، مدل و بازیگر استرالیایی
- ناتالی پورتمن (زاده ۱۹۸۱)، هنرپیشه، تهیه‌کننده و کارگردان آمریکایی-اسرائیلی
- ناتالی دوتوآ، شناگر زن اهل آفریقای جنوبی
- ناتالی دورمر، هنرپیشه اهل انگلستان
- ناتالی شیفر (۱۹۰۰ – ۱۹۹۱)، هنرپیشه اهل ایالات متحده آمریکا
- ناتالی کافلین، ورزشکار زن رشتهٔ شنا اهل کشور ایالات متحده آمریکا
- ناتالی کلیفورد بارنی (۱۸۷۶–۱۹۷۲)، نمایش‌نامه‌نویس اهل ایالات متحده آمریکا
- ناتالی کوک، بازیکن حرفه‌ای والیبال ساحلی اهل استرالیا و دارنده مدال طلای المپیک ۲۰۰۰ سیدنی
- ناتالی کول، (زاده ۲۰۱۵)، موسیقی‌دان اهل ایالات متحده آمریکا
- ناتالی گلبووا، مانکن اهل کانادا
- ناتالی گلدبرگ، نویسنده آمریکایی
- ناتالی مرچنت، موسیقی‌دان و خوانندهٔ کنترآلتوی آمریکایی
- ناتالی مورالس (هنرپیشه)، بازیگر سینما، و هنرپیشه اهل ایالات متحده آمریکا
- ناتالی مینز، خواننده و آهنگ‌ساز آمریکایی
- ناتالی هورلر، عضو مؤسس و خوانندهٔ آلمانی-انگلیسی گروه یورودنس کسکادا
- ناتالی وود (۱۹۳۸–۱۹۸۱)، یک بازیگر آمریکایی
- نتالی برون (بازیگر)، (زادهٔ ۱۹۷۳)، هنرپیشه اهل کانادا